# Oxira brevipennis
Oxira brevipennis là một loài bướm đêm trong họ Noctuidae.